# Combinata nordică la Jocurile Olimpice de iarnă din 2018 - Trambulină mare pe echipe / 4 x 5 km (masculin)
Proba combinată nordică trambulină mare pe echipe / 4 x 5 km   de la Jocurile Olimpice de iarnă din 2018 de la Pyeongchang, Coreea de Sud a avut loc la 22 februarie 2018 la Alpensia Ski Jumping Centre și Alpensia Cross-Country Skiing Centre.

## Program
Orele sunt orele Coreei de Sud (ora României + 7 ore).
| Data         | Ora   | Runda                     |
| ------------ | ----- | ------------------------- |
| 22 februarie | 16:30 | trambulină mare pe echipe |
| 22 februarie | 19:20 | 4 x 5 km                  |

## Rezultate

### Rezultate sărituri cu schiurile
Proba de sărituri a început la ora 16:30.
| Loc | Număr de concurs       | Țară                                                                                    | Distanță (m)            | Puncte                        | Diferență timp |
| --- | ---------------------- | --------------------------------------------------------------------------------------- | ----------------------- | ----------------------------- | -------------- |
| 1   | 7 7–1 7–2 7–3 7–4      | Austria · Mario Seidl · Bernhard Gruber · Lukas Klapfer · Wilhelm Denifl                | 131,0 136,0 131,0 138,5 | 469,5 112,6 117,9 114,6 124,4 | –              |
| 2   | 9 9–1 9–2 9–3 9–4      | Germania · Eric Frenzel · Vinzenz Geiger · Fabian Rießle · Johannes Rydzek              | 137,0 129,5 127,5 138,0 | 464,7 123,6 102,6 109,2 129,3 | +0:06          |
| 3   | 8 8–1 8–2 8–3 8–4      | Japonia · Hideaki Nagai · Go Yamamoto · Yoshito Watabe · Akito Watabe                   | 127,0 132,5 128,0 137,5 | 455,3 106,8 111,3 110,9 126,3 | +0:19          |
| 4   | 10 10–1 10–2 10–3 10–4 | Norvegia · Jørgen Graabak · Jarl Magnus Riiber · Espen Andersen · Jan Schmid            | 133,5 128,5 132,0       | 449,2 114,4 117,9 105,0 111,9 | +0:27          |
| 5   | 5 5–1 5–2 5–3 5–4      | Franța · François Braud · Jason Lamy-Chappuis · Antoine Gérard · Maxime Laheurte        | 129,5 127,5 127,0 133,0 | 417,9 127,0 92,2 97,6 116,4   | +1:09          |
| 6   | 3 3–1 3–2 3–3 3–4      | Cehia · Ondřej Pažout · Miroslav Dvořák · Lukáš Daněk · Tomáš Portyk                    | 123,0 120,5 119,5 131,0 | 382,2 100,1 88,0 81,5 112,6   | +1:56          |
| 7   | 6 6–1 6–2 6–3 6–4      | Finlanda · Ilkka Herola · Leevi Mutru · Hannu Manninen · Eero Hirvonen                  | 133,0 108,0 116,0 133,5 | 381,3 116,6 61,3 82,4 121,0   | +1:58          |
| 8   | 1 1–1 1–2 1–3 1–4      | Polonia · Wojciech Marusarz · Paweł Słowiok · Adam Cieślar · Szczepan Kupczak           | 114,0 107,0 121,5 130,0 | 337,2 72,8 67,9 85,6 110,9    | +2:56          |
| 9   | 2 2–1 2–2 2–3 2–4      | Statele Unite ale Americii · Ben Loomis · Ben Berend · Taylor Fletcher · Bryan Fletcher | 111,5 120,0 100,0 129,5 | 324,8 78,2 87,5 52,9 106,2    | +3:13          |
| 10  | 4 4–1 4–2 4–3 4–4      | Italia · Aaron Kostner · Lukas Runggaldier · Alessandro Pittin · Raffaele Buzzi         | 106,5 105,5 112,5 123,0 | 291,8 69,4 56,9 77,0 88,5     | +3:57          |

### Rezultate 4x5 km
Cursa de 4x5 km a avut loc la ora 19:20.
| Loc | Număr de concurs       | Țară                                                                                    | Timp de plecare | Timp 4x5 km                             | Loc | Timp sosire | Deficit |
| --- | ---------------------- | --------------------------------------------------------------------------------------- | --------------- | --------------------------------------- | --- | ----------- | ------- |
| 1   | 2 2–1 2–2 2–3 2–4      | Germania · Vinzenz Geiger · Fabian Rießle · Eric Frenzel · Johannes Rydzek              | 0:06            | 46:03,8 11:33,8 11:24,1 11:05,4 12:00,5 | 1   | 46:09,8     | —       |
| 2   | 4 4–1 4–2 4–3 4–4      | Norvegia · Jan Schmid · Espen Andersen · Jarl Magnus Riiber · Jørgen Graabak            | 0:27            | 46:35,5 11:24,9 11:55,5 11:28,2 11:46,9 | 2   | 47:02,5     | +52,7   |
| 3   | 1 1–1 1–2 1–3 1–4      | Austria · Wilhelm Denifl · Lukas Klapfer · Bernhard Gruber · Mario Seidl                | 0:00            | 47:17,6 11:52,2 11:53,8 11:23,6 12:08,0 | 5   | 47:17,6     | +1:07,8 |
| 4   | 3 3–1 3–2 3–3 3–4      | Japonia · Yoshito Watabe · Hideaki Nagai · Go Yamamoto · Akito Watabe                   | 0:19            | 47:59,6 11:43,5 11:49,7 12:22,1 12:04,3 | 7   | 48:18,6     | +2:08,8 |
| 5   | 5 5–1 5–2 5–3 5–4      | Franța · Antoine Gérard · François Braud · Maxime Laheurte · Jason Lamy-Chappuis        | 1:09            | 47:28,0 11:39,8 11:47,2 12:00,8 12:00,2 | 6   | 48:37,0     | +2:27,2 |
| 6   | 7 7–1 7–2 7–3 7–4      | Finlanda · Leevi Mutru · Ilkka Herola · Eero Hirvonen · Hannu Manninen                  | 1:58            | 46:42,5 11:41,0 11:26,5 11:26,7 12:08,3 | 3   | 48:40,5     | +2:30,7 |
| 7   | 6 6–1 6–2 6–3 6–4      | Cehia · Tomáš Portyk · Ondřej Pažout · Lukáš Daněk · Miroslav Dvořák                    | 1:56            | 48:11,1 11:41,5 12:09,3 12:08,1 12:12,2 | 8   | 50:07,1     | +3:57,3 |
| 8   | 10 10–1 10–2 10–3 10–4 | Italia · Lukas Runggaldier · Aaron Kostner · Raffaele Buzzi · Alessandro Pittin         | 3:57            | 47:17,1 11:45,2 12:06,3 11:37,5 11:48,1 | 4   | 51:14,1     | +5:04,3 |
| 9   | 8 8–1 8–2 8–3 8–4      | Polonia · Paweł Słowiok · Wojciech Marusarz · Szczepan Kupczak · Adam Cieślar           | 2:56            | 48:28,8 11:44,3 12:20,8 12:22,9 12:00,8 | 10  | 51:24,8     | +5:15,0 |
| 10  | 9 9–1 9–2 9–3 9–4      | Statele Unite ale Americii · Taylor Fletcher · Ben Berend · Ben Loomis · Bryan Fletcher | 3:13            | 48:13,5 11:38,7 12:42,3 11:51,3 12:01,2 | 9   | 51:26,5     | +5:16,7 |